# رکه (دهانه)
رکه یک دهانه برخوردی در ماه‌ است.

## دهانه‌های اقماری
این دهانه ۸ دهانه اقماری دارد.
| Racah | عرض جغرافیایی | طول جغرافیایی | قطر          |
| ----- | ------------- | ------------- | ------------ |
| B     | ۱۰.۵° S       | ۱۷۸.۴° W      | ۲۷.۰ کیلومتر |
| K     | ۱۶.۸° S       | ۱۷۸.۶° W      | ۵۲.۰ کیلومتر |
| J     | ۱۶.۵° S       | ۱۷۷.۴° W      | ۳۷.۰ کیلومتر |
| N     | ۱۷.۰° S       | ۱۷۹.۰° E      | ۳۵.۰ کیلومتر |
| U     | ۱۳.۲° S       | ۱۷۷.۲° E      | ۲۵.۰ کیلومتر |
| T     | ۱۳.۸° S       | ۱۷۷.۵° E      | ۲۱.۰ کیلومتر |
| W     | ۱۲.۵° S       | ۱۷۸.۹° E      | ۳۹.۰ کیلومتر |
| X     | ۱۰.۲° S       | ۱۷۹.۰° E      | ۱۴.۰ کیلومتر |